# Subdiakon

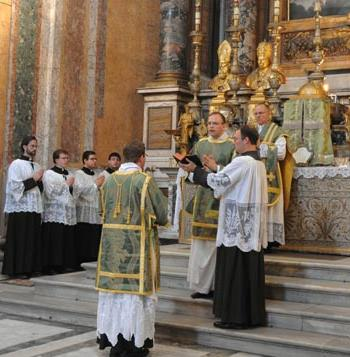
Subdiakon in Tunicella bei einer Feier der Messe nach dem Missale Romanum von 1962

Der Subdiakon (aus lateinisch sub ‚unterhalb‘ und altgriechisch διάκονος diákonos ‚Diener, Helfer‘) bekleidet ein liturgisches Dienstamt. Der Subdiakonat ist in der römisch-katholischen Kirche die erste der höheren Weihen, die seit dem 3. Jahrhundert als Vorstufe zum Priesteramt gespendet wurde. In den orthodoxen Kirchen wird die Weihe zum Subdiakon hingegen zu den niederen Weihen gezählt.

## Römisch-katholische Kirche
Seit dem Mittelalter wurde die Subdiakonatsweihe als ein Sakramentale verstanden. Der Subdiakon war Kleriker und hatte im Unterschied zu den Trägern der niederen Weihen (Ostiarier, Lektor, Exorzist und Akoluth) mit der Subdiakonatsweihe die Verpflichtung zum Stundengebet und seit dem Ende des 12. Jahrhunderts zum zölibatären Leben übernommen. Zuletzt galt der Subdiakonat jedoch lediglich als Zwischenstufe zur Priesterweihe, der nur kurze Zeit ausgeübt wurde, so dass in der Liturgie die Aufgaben des Subdiakons meist von einem Priester wahrgenommen wurden.
Durch die Neuordnung der Weiheämter durch Papst Paul VI. im Jahr 1972 wurde die Spendung der Weihe zum Subdiakon für den römischen Ritus mit dem päpstlichen Motu proprio Ministeria quaedam ausgesetzt und seine liturgischen Funktionen in der Beauftragung (im lateinischen Originaltext Institutio, „Einsetzung“) zum Lektor und der zum Akolythen weitergeführt. In Gesellschaften apostolischen Lebens, die die Gottesdienste nach dem Missale Romanum von 1962 feiern, wie etwa die Priesterbruderschaft St. Petrus, wird die Subdiakonatsweihe weiterhin als Vorstufe zur Priesterweihe erteilt.
Vor der Liturgiereform (und heute in Gruppierungen, die die Liturgiereform Papst Pauls VI. nicht mitvollziehen) trat der Subdiakon in sogenannten levitierten Hochämtern und Pontifikalämtern in Erscheinung. Seine Hauptaufgabe waren dabei der Dienst am Altar und der Vortrag der Epistel. Er wurde daher auch Epistolar genannt. Der Subdiakon trug bei der Feier der Heiligen Messe über der Albe die Tunicella, die sich spätestens in der Barockzeit vollständig an die Dalmatik des Diakons angeglichen hatte, als Obergewand und den Manipel als Zeichen seines Amtes, aber im Unterschied zum Diakon niemals eine Stola.
Da die meisten Subdiakone diese Weihestufe nur kurzzeitig innehatten, wurde (und wird in der außerordentlichen Form des römischen Ritus) die Rolle des Subdiakons gewöhnlich von einem Priester, manchmal auch von einem Diakon ausgeführt; zudem besteht nach dem kanonischen Recht die Möglichkeit, die Funktion männlichen Laien zu übertragen. Sie wurde jedoch meist nur in Bezug auf die früher zum Klerus gerechneten „niederen Kleriker“ genutzt, also Anwärter, die mindestens die Tonsur empfangen haben. In der ordentlichen Form des römischen Ritus haben die Konzelebration und die Messe mit Diakon das Levitenamt abgelöst.

## Ostkirche
In den Ostkirchen vor allem des byzantinischen Ritus gibt es das Amt des Hypodiakons (altgriechisch ὑπό hypó ‚unterhalb‘ und διάκονος diákonos ‚Diener, Helfer‘), dessen Weihe zu den niederen zählt. Der Hypodiakon ist, wie auch Priester und Diakone, nicht zum Zölibat verpflichtet. Er kann aber nach der Weihe nicht mehr heiraten bzw. vor der Weihe höchstens einmal verheiratet gewesen sein (Quinisextum/Trullanum can. 3, 4, 6).

## Protestantismus
In der evangelisch-lutherischen Kirche wurde Subdiakon als Titel des im Rang auf den Diakon folgenden Geistlichen verwendet. In der Herrnhuter Brüdergemeine hat sich der Titel erhalten, „während Diakonus und ähnliches als lutherische Amtsbezeichnungen mit der Gleichstellung der Geistlichen einer Gemeinde verschwanden“.